# Coleophora adalligata
Coleophora adalligata é uma espécie de mariposa do gênero Coleophora pertencente à família Coleophoridae.